# 没食子苯乙酮
没食子苯乙酮（也称为乙酰基连苯三酚）是一种有机化合物，化学式C
8H
8O
4，属于一种三羟基苯乙酮，能由氯化锌乙酸酐氧化连苯三酚合成。